# 3,4-ジヒドロキシ-9,10-セコアンドロスタ-1,3,5(10)-トリエン-9,17-ジオン 4,5-ジオキシゲナーゼ
3,4-ジヒドロキシ-9,10-セコアンドロスタ-1,3,5(10)-トリエン-9,17-ジオン 4,5-ジオキシゲナーゼ（3,4-dihydroxy-9,10-secoandrosta-1,3,5(10)-triene-9,17-dione 4,5-dioxygenase、EC 1.13.11.25）は、次の反応を触媒する酵素である。
3,4-ジヒドロキシ-9,10-セコンドロスタ-1,3,5(10)-トリエン-9,17-ジオン + O2 {\displaystyle \rightleftharpoons } 3-ヒドロキシ-5,9,17-トリオキソ-4,5:9,10-ジセコアンドロスタ-1(10),2-ジエン-4-酸
この酵素の基質は3,4-ジヒドロキシ-9,10-セコアンドロスタ--1,3,5(10)-トリエン-9,17-ジオンとO2の2つで、生成するのは3-ヒドロキシ-5,9,17-トリオキソ-4,5:9,10-ジセコアンドロスタ-1(10),2-ジエン-4-酸である。補因子として鉄を用いる。
この酵素は酸化還元酵素に属し、具体的には酸素を酸化剤として2個の酸素原子を基質に組み込む。ただし、組み込まれるのは酸素分子（O2 ）である必要はない。